# Campeonato Asiático de Atletismo de 2011 - Lançamento de dardo feminino
A prova do Lançamento de dardo feminino do Campeonato Asiático de Atletismo de 2011 foi disputada no dia 7 de julho de 2011 no Kobe Universiade Memorial Stadium em Kobe,  no Japão. 

## Recordes
Antes desta competição, os recordes mundiais e do campeonato nesta prova eram os seguintes:
|                       | Nome              | Nacionalidade | Distância | Local     | Data                   |
| --------------------- | ----------------- | ------------- | --------- | --------- | ---------------------- |
| Recorde mundial       | Barbora Špotáková | Chéquia       | 72m 28cm  | Estugarda | 13 de setembro de 2008 |
| Recorde do campeonato | Buoban Phamang    | Tailândia     | 58m 35cm  | Amã       | 26 de julho de 2007    |
| Recorde asiático      | Wei Jianhua       | China         | 63m 92cm  | Pequim    | 18 de agosto de 2000   |

## Medalhistas
| Ouro              | Prata           | Bronze          |
| Liu Chunhua (CHN) | Wang Ping (CHN) | Yuka Sato (JPN) |

## Cronograma
Todos os horários são locais (UTC+9).
| Data       | Hora  | Evento |
| ---------- | ----- | ------ |
| 7 de julho | 16:45 | Final  |

## Final
A final da prova ocorreu dia 7 de julho às 16:45. 
| Posição           | Atleta                 | Nacionalidade | #1    | #2    | #3    | #4    | #5    | #6    | Resultados | Notas |
| ----------------- | ---------------------- | ------------- | ----- | ----- | ----- | ----- | ----- | ----- | ---------- | ----- |
| Medalha de ouro   | Liu Chunhua            | China         | 53.44 | 54.39 | 58.05 | x     | 51.82 | 53.38 | 58.05      |       |
| Medalha de prata  | Wang Ping              | China         | 50.61 | 55.80 | 48.59 | 54.17 | 51.84 | 52.77 | 55.80      |       |
| Medalha de bronze | Yuka Sato              | Japão         | 53.19 | 49.70 | 49.28 | x     | 54.16 | 53.33 | 54.16      |       |
| 4                 | Risa Miyashita         | Japão         | 44.51 | 50.04 | 51.64 | 52.36 | 52.37 | 51.95 | 52.37      |       |
| 5                 | Nadeeka Lakmali        | Sri Lanka     | 51.94 | 51.44 | 50.89 | 49.92 | 50.55 | 48.60 | 51.94      |       |
| 6                 | Gim Gyeong Ae          | Coreia do Sul | 47.24 | 45.99 | 49.96 |       |       |       | 49.96      |       |
| 7                 | Rosie Villarito        | Filipinas     | x     | 49.30 | 44.98 | 46.81 | 48.82 | 47.11 | 49.30      |       |
| 8                 | Haruka Matoba          | Japão         | 46.56 | 45.36 | 44.46 | 48.17 | 46.22 | 48.67 | 48.67      |       |
| 9                 | Anastasiya Svechnikova | Uzbequistão   | x     | 45.26 | 45.11 |       |       |       | 45.26      |       |

Legenda
| Recorde mundial       | Recorde mundial (World record)               |                       | Recorde africano                      | Recorde africano (African) |                                           | Q | Classificado por posição (Qualified) |
| Recorde do campeonato | Recorde do campeonato (Championship record)  | Recorde da América    | Recorde da América (Americas)         | q                          | Classificado por melhor tempo (Qualified) |   |                                      |
| Melhor marca do ano   | Melhor marca do ano (World leading)          | Recorde asiático      | Recorde asiático (Asian)              | DNS                        | Não largou (Did not start)                |   |                                      |
| Recorde nacional      | Recorde nacional (National record)           | Recorde europeu       | Recorde europeu (European)            | DNF                        | Não terminou (Did not finish)             |   |                                      |
| Recorde pessoal       | Recorde pessoal do atleta (Personal best)    | Recorde da Oceania    | Recorde da Oceania (Oceania)          | DSQ / DQ                   | Desclassificado (Disqualified)            |   |                                      |
| Recorde da temporada  | Recorde da temporada do atleta (Season best) | Recorde sul-americano | Recorde sul-americano (South America) | NM                         | Sem marca (No mark)                       |   |                                      |